# Réserve naturelle de Villavivencio

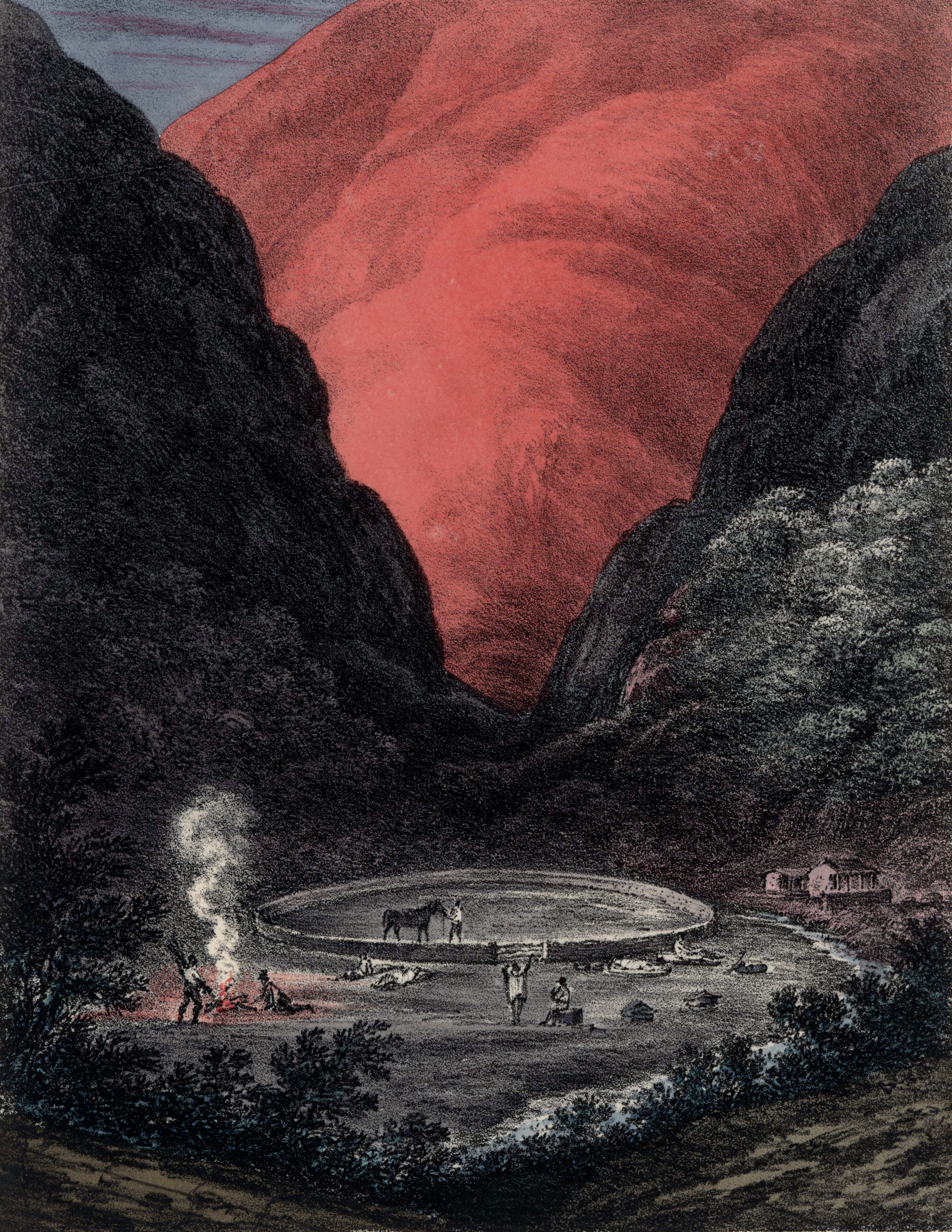
Lever du soleil à Villavicencio. Dessin de Schmidtmeyer, lithographie couleur Aglio, 1824

La réserve naturelle Villavicencio, est une zone naturelle protégée dans le département de Las Heras, province de Mendoza, Argentine. Elle se trouve à 50 km de la ville de Mendoza, entre les dépressions de la vallée d'Uspallata et les plaines orientales des contreforts des Andes. EIle a une superficie de 62 000 ha, dont 8 680 ha (14%) en zone d'utilisation contrôlée, 48 360 ha (78%) en usage contrôlé limité et 4 960 ha (8%) en usage restreint avec une protection maximale.
La réserve fut créée par une résolution (No 1065) de la Direction des Ressources Naturelles Renouvelables du Ministère de l'Environnement du Gouvernement de Mendoza en 2000, En 2009, elle a rejoint le réseau des refuges fauniques.

## Objectifs
Protection de la biodiversité indigène, préservation des ressources hydriques, en particulier des sources naturelles d'eau minérale, protection du patrimoine archéologique et historique et approfondissement de ses connaissances.

## Biodiversité

### Flore

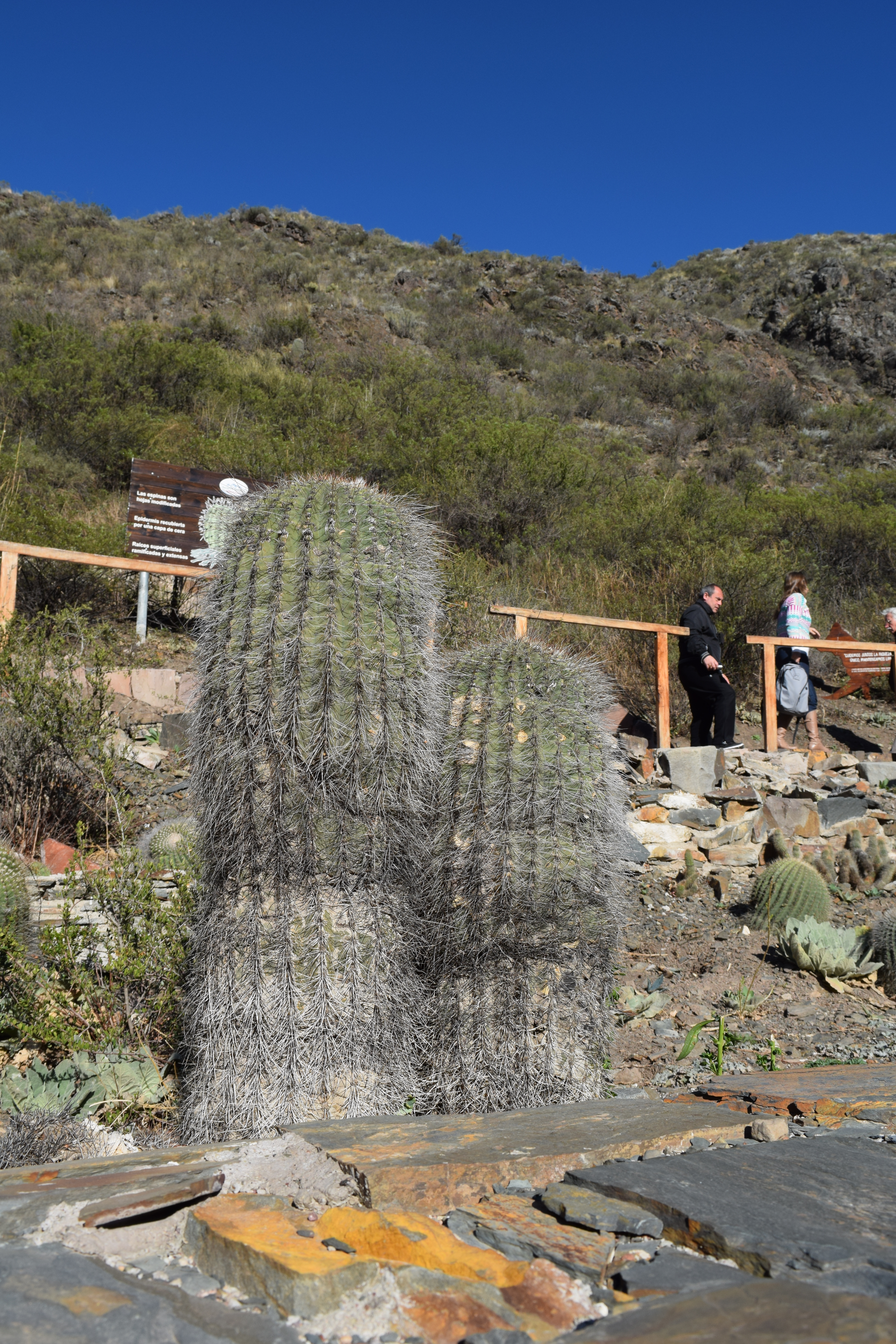
Le «Jardín de los Cactus», dans la réserve de Villavicencio.

il y a des espèces de fleurs de San Juan, Dipyrena glaberrima, marancel, chañar (Geoffroea decorticans), zampa (Atriplex lampa), jarillas (Larrea cuneifolia, Larrea divaricata, Larrea nitida), retamo (Bulnesia retama), caroube douce (Prosopis flexuosa), aguaribay (Schinus areira) (espèces introduites). Parmi les cactus, il y a Cereus aethiops, Echinopsis leucantha, Opuntia sulphurea, Lobivia bruchii, Echinopsis formosa, Denmoza rhodacantha, Tunilla corrugata et Maihuenia patagonica (suceuse de sang). Les autres plantes présentes sont le piment (Tagetes mendocina), l'arête de poisson (Tetraglochin alatum), le balai européen et l'églantier, ces deux derniers étant des espèces introduites.

### Faune

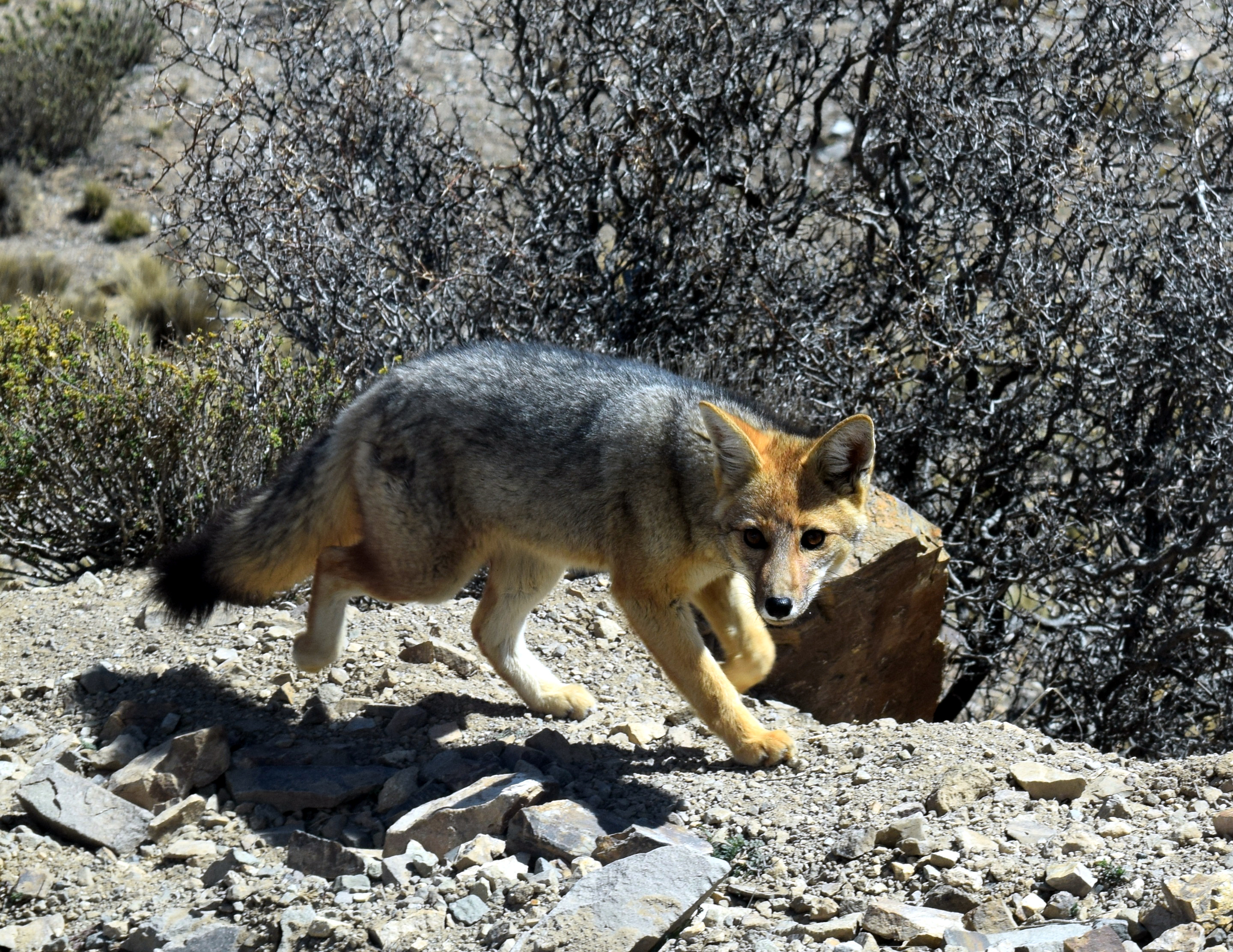
Un renard roux à l'intérieur de la réserve.

En ce qui concerne la faune, la réserve est habitée par des guanacos, chinchillones ou vizcachas de la sierra, des chats pajonaux, des pumas, renards colorado et gris, des maras, des buses aguia (Geranoaetus melanoleucus), des condors, des chats de Geoffroy (Leopardus geoffroyi) et des choiques.

## Valeur paléontologique
À l'ouest de la réserve, des fossiless de trilobites - organismes invertébrés marins de la période cambrienne -, des graptolites, ainsi que de plantes vasculaires telles que les lycophytas, des périodes silurienne et dévonienne de l'ère paléozoïque ont été découverts.

## Valeur archéologique
Dans la région se trouvent les pétroglyphes de Canota, situés dans le ravin d'El Manzano, dans les contreforts orientaux de la precordillera. Il s'agit d'un ensemble de gravures de figures anthropomorphes, zoomorphes et géométriques réalisées sur trois grands blocs, qui sont datées du début ou du milieu de la période agro-poterie de la région, entre le IVe et le Xe siècle apr. J.-C.

## Valeur historique

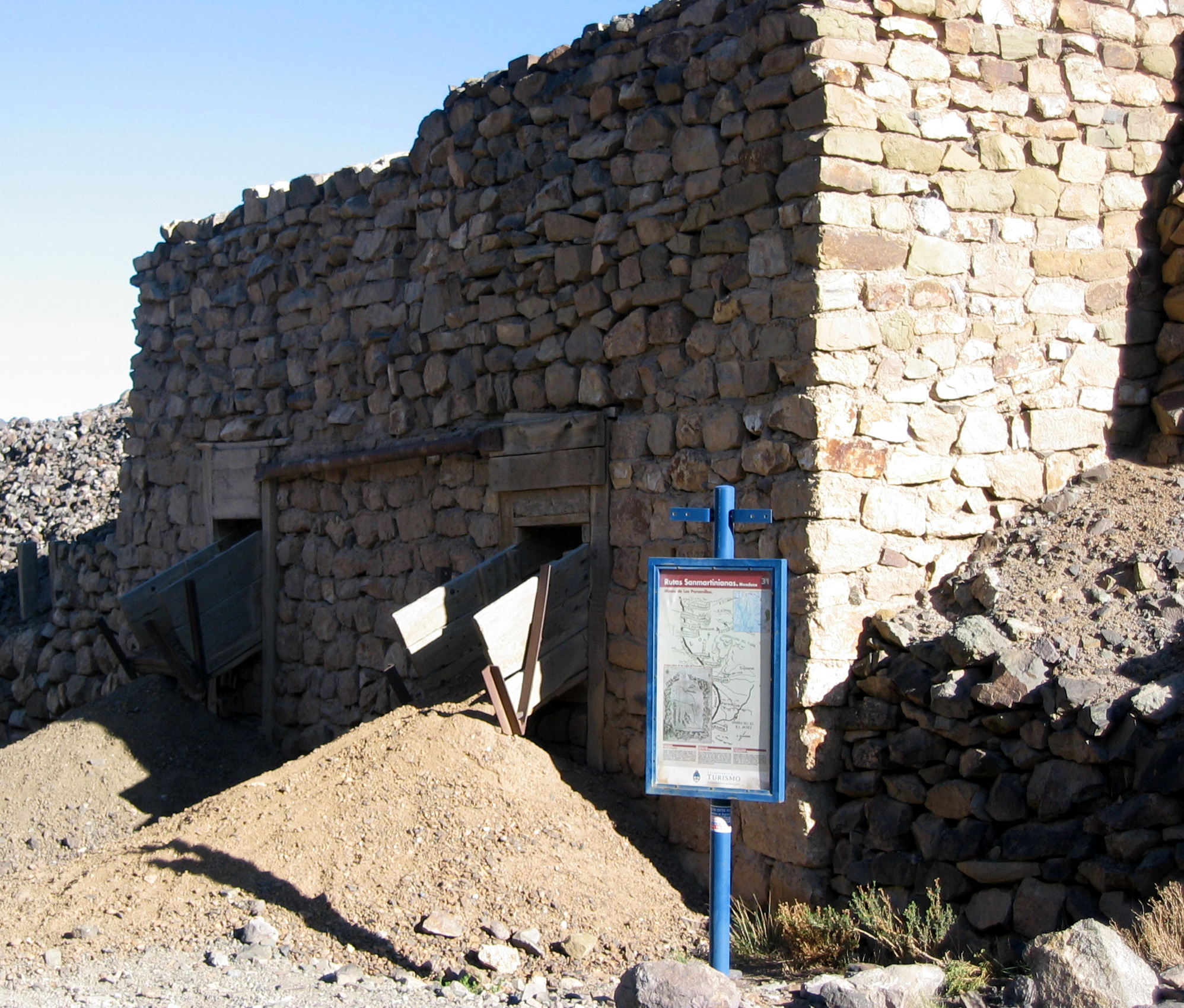
Affiche rappel des itinéraires de San Martin dans les ruines de Paramillos.

Dans la réserve se trouve le monument de Canota, un endroit qui marque le site où l'un des groupes dans lesquels Saint-Martin  avait divisé l'Armée de Libération pour la traversée des Andes, dirigée par Las Heras; s'est séparé; la route de San Martín, où l'armée des Andes est passée vers la chaîne de montagnes; les mines de Paramillos, que contiennent  des minéraux argentiques tels que le rosicler et Galène et qui ont été découvertes par des missionnaires jésuites en 1614, sur la route d'Uspallata.
Le voyageur et philanthrope anglais, Peter Schmidtmeyer a parcouru pratiquement le même chemin jusqu'à Las Heras trois ans après avoir traversé la chaîne de montagnes pour libérer le Chili; le dessin qu'il a fait en passant par Villavicencio a été converti en une belle lithographie par l'italien Agostino Aglio pour son livre Voyage au Chili à travers Les Andes réalisé en 1820-1821, publié à Londres en 1824.

## Chat des Andes
En janvier 2020, dans la réserve naturelle de Villavicencio, des pièges photographiques déployés par l'ONG Alianza Gato Andino, la Fondation Villavicencio et le ministère argentin de l'Environnement, par l'intermédiaire de la Direction des ressources naturelles, ont clairement détecté deux individus de Chat des Andes, considérés comme l’espèce la plus menacée du continent américain. Le dernier spécimen à proximité avait été repéré en 2008.